# Haissem Hassan
Haissem Hassan (Bagnolet, Sena-Saint Denis, 8 de febrero de 2002) es un futbolista francés con nacionalidad egipcia. Juega de extremo derecho y su equipo actual es el Real Oviedo de la Primera División de España.

## Trayectoria
Es un jugador formado en las categorías inferiores del Porte de Bagnolet desde 2008 a 2010, en el Paris FC desde 2010 a 2017 y en el LB Châteauroux desde 2017 a 2018.
En la temporada 2018-19, alternaría el filial del LB Châteauroux con el primer equipo, con el que jugaría 4 partidos en Ligue 2. El 19 de octubre de 2018, hizo su debut profesional con el LB Châteauroux en un empate a cero frente al Paris FC. 
En la temporada 2019-20, formaría parte de la primera plantilla del LB Châteauroux de la Ligue 2 francesa, con el que disputa 13 partidos.
El 2 de octubre de 2020, firma por el Villarreal Club de Fútbol pagando un traspaso al conjunto francés.
En la temporada 2020-21, el jugador sería asignado al Villarreal C. F. B de la Segunda División B de España, con el que disputa 24 partidos en los que anota dos goles.
El 9 de agosto de 2021 se hizo oficial su incorporación al C. D. Mirandés de LaLiga SmartBank, cedido por una temporada por el Villarreal C. F.
El 11 de agosto de 2024 es traspasado al Real Oviedo, firmando por tres temporadas.
En la temporada 2024/2025 es galardonado como el mejor jugador del Real Oviedo, habiendo conseguido el ascenso a la Primera División de España.

## Internacional
Es habitual en las categorías inferiores del conjunto nacional de su país, donde ha defendido la camiseta de la selección francesa tanto en el equipo sub-17 como en el sub-18.

## Clubes
| Club                       | País    | Año       |
| -------------------------- | ------- | --------- |
| L.B. Châteauroux           | Francia | 2018-2020 |
| Villarreal C.F. "B"        | España  | 2020-2023 |
| C.D. Mirandés (Cedido)     | España  | 2021-2022 |
| Villarreal C.F.            | España  | 2023      |
| Sporting de Gijón (Cedido) | España  | 2023-2024 |
| Real Oviedo                | España  | 2024-act. |